# Témoignage (christianisme)
Pour les articles homonymes, voir Témoignage (homonymie).
Le témoignage est le fait de raconter ce que Dieu a fait pour soi. 

## Origine
Dans la bible, le témoignage consiste, à l'exemple des apôtres, à aller porter la bonne nouvelle. Il peut prendre soit la forme de l'évangélisation, soit la forme de récits de conversion où le témoin s'implique personnellement, racontant ce que la foi a changé dans sa vie personnelle (voir Mt 24, 14 ; Ac 4, 33 ; 2 Ti 1, 8). Dans les Actes des Apôtres, on lit par exemple : « Avec beaucoup de force les apôtres rendaient témoignage de la résurrection du Sauveur Jésus, et une grande grâce était sur eux tous » (Ac 4, 33).

## Religions
À défaut de preuve empirique, le témoignage, écrit comme oral, est le seul fondement de la véracité des religions. Les textes saints relatent les miracles dont auraient été témoins les auteurs de l'époque, voire sont présentés comme d'origine miraculeuse dans la mesure où ils auraient été dictés par Dieu via l'entremise d'un prophète (exemples de l'Exode et du Coran).
De manière générale, l’Église catholique considère depuis le concile Vatican I que les livres de la Bible, écrits sous l'inspiration du Saint-Esprit, ont littéralement Dieu pour auteur.
Par ailleurs, la réalité de la perception du divin par les croyants actuels repose sur leurs seuls dires, faute d'appareil capable de la mesurer.
Dans le décret sur l'apostolat des laïcs, il est souvent fait allusion au témoignage :
« Le témoignage même de la vie chrétienne et les œuvres accomplies dans un esprit surnaturel sont puissants pour attirer les hommes à la foi et à Dieu ».
Dans l'exhortation apostolique Evangelii gaudium, le pape François appelle les chrétiens à témoigner :
« En cette époque précisément, et aussi là où se trouve un « petit troupeau » (Lc 12, 32), les disciples du Seigneur sont appelés à vivre comme une communauté qui soit sel de la terre et lumière du monde (cf. Mt 5, 13-16). Ils sont appelés à témoigner de leur appartenance évangélisatrice de façon toujours nouvelle. »
Dans le christianisme, tous les fidèles sont appelés à rendre chaque jour un témoignage cohérent, qui peut aller dans certains cas jusqu'au martyre :
« Si le martyre représente le sommet du témoignage rendu à la vérité morale, auquel relativement peu de personnes sont appelées, il n'en existe pas moins un témoignage cohérent que tous les chrétiens doivent être prêts à rendre chaque jour, même au prix de souffrances et de durs sacrifices ».
Certains mouvements chrétiens sont structurés selon le principe du témoignage : le Parcours Alpha par exemple.